# Onthophagus ranunculus
Onthophagus ranunculus là một loài bọ cánh cứng trong họ Bọ hung (Scarabaeidae).